# Bermeo
Bermeo – gmina w Hiszpanii, w prowincji Biskaja, w Kraju Basków, o powierzchni 34,12 km². W 2011 roku gmina liczyła 17 144 mieszkańców.
Z Bermeo pochodzi Izaskun Bilbao, hiszpańska polityk, eurodeputowana.